# J. Proctor Knott

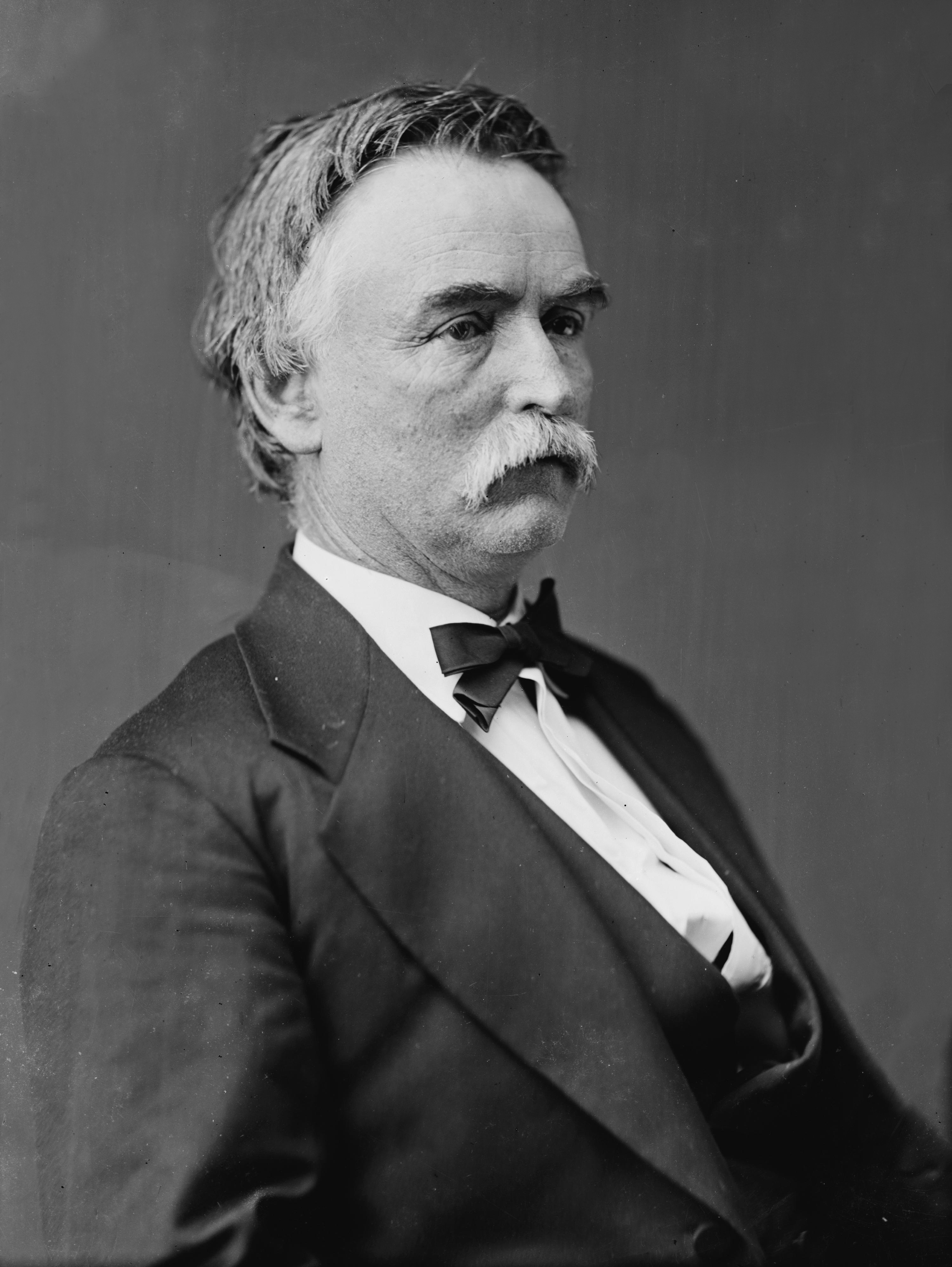
J. Proctor Knott

James Proctor Knott, född 29 augusti 1830 i Marion County, Kentucky, död 18 juni 1911 i Lebanon, Kentucky, var en amerikansk politiker (demokrat). Han var den 29:e guvernören i delstaten Kentucky 1883-1887.
Knott flyttade 1850 till Missouri. När amerikanska inbördeskriget bröt ut, var han delstatens justitieminister. Resten av delstatsregeringen flydde huvudstaden Jefferson City men Knott stannade kvar i sitt jobb, eftersom han som unionist motsatte sig Sydstaternas utträde ur USA och tog således Nordstaternas parti. Radikala republikaner tog över makten i Missouri och de krävde hösten 1861 att Knott skulle svära trohet till Abraham Lincoln. Han ansåg att det räcker att han är USA:s konstitution trogen. Eftersom han vägrade att svära trohetseden till Lincoln, blev han avsatt och tillfångatagen.
Knott återvände 1862 till Kentucky. Han var ledamot av USA:s representanthus 1867-1871 och 1875-1883. Han är mest känd för ett satiriskt tal som han höll 27 januari 1871 där han förbehållslöst hyllade staden Duluth. I den tidens USA var det vanligt att småstäder som ville locka nya invånare överdrev sina framtidsutsikter. Knott valde att parodiera den sortens uttalanden när han yttrade sig mot lagförslaget "St. Croix and Superior Land Grant Bill". Lagförslaget gick inte igenom men Duluth blev känt tack vare talet. Proctor, Minnesota fick senare sitt namn efter J. Proctor Knott.
Knott var 1876 en av representanthusets åklagare i rättegången mot krigsminister William W. Belknap. Efter tiden i representanthuset kandiderade han till guvernör i Kentucky och vann 1883 års guvernörsval. Han utnämndes 1892 till professor vid Centre College. Han var juridiska fakultetens dekanus vid samma högskola i Kentucky 1894-1902.
Knotts grav finns på Ryder Cemetery i Lebanon, Kentucky. Knott County har fått sitt namn efter honom.